# نهائي كأس ولي العهد السعودي 2008
نهائي كأس ولي العهد السعودي 2008 هي مباراة تحديد الفائز بكأس ولي العهد السعودي 2007–08. اقيمت المباراة في ملعب الملك فهد الدولي بمدينة الرياض بتاريخ 7 مارس 2008 وقد فاز بالمبارة نادي الهلال بنتيجة هدفين مقابل لاشي.